# Mary Morstan
Mary Morstan este un personaj literar fictiv creat de Sir Arthur Conan Doyle și care apare pentru prima dată în romanul Semnul celor patru (publicat în 1890), în care ea solicită ajutorul detectivului Sherlock Holmes. La sfârșitul romanului, ea acceptă cererea în căsătorie a doctorului Watson, prietenul fidel al detectivului.
În acest roman, Mary Morstan este descrisă ca fiind o femeie blondă cu ochi albaștri, minionă, și de natură « sensibilă și rafinată ». La finalul capitolului II, Watson calculează că Mary Morstan ar trebui să aibă cam 27 ani când aceasta a venit la 221B Baker Street pentru a face apel la serviciile detectivului.

## Ascendență
Mary Morstan s-a născut prin 1860 sau 1861. Tatăl ei, Arthur Morstan, era căpitan în cadrul unui regiment britanic din India, care a fost cantonat o perioadă în insula Blair din grupul insulelor Andaman. El a obținut în 1878 o permisie de 12 luni și a venit în Anglia, dar a dispărut la 3 decembrie 1878 în circumstanțe misterioase, relaționate cu misterul din Semnul celor patru. Mama sa a murit la scurtă vreme după nașterea ei și ea nu avea alte rude în Anglia. 
Tatăl ei a trimis-o în Anglia, pe când ea era încă un copil. Ea a fost dată la un pension confortabil din Edinburgh, unde a rămas până la vârsta de 17 ani. 

## Apariția în "Semnul celor patru"
Mary Morstan apare pentru prima dată ca personaj în romanul Semnul celor patru (1890), a cărui acțiune se petrece în 1888. Ea povestește că se angajase în 1882 ca guvernantă la familia doamnei Cecil Forrester. Începând din anul 1882, ea a primit în fiecare an, timp de șase ani, câte o perlă foarte mare, din partea unei persoane necunoscute. În iulie 1888 ea primește o scrisoare de la necunoscut, care îi cere să se întâlnească pentru a i se face dreptate. La acel moment, ea lucra tot ca guvernantă. Ea apelează la Sherlock Holmes și la dr. Watson pentru a o însoți la acea întâlnire. 
Ea și Watson se simt atrași unul de celălalt. La începutul romanului, Watson o descrie astfel:
"Ea era o tânără blondă, mică de statură, delicată, care purta mănuși și era îmbrăcată în cel mai bun-gust. Îmbrăcămintea sa era, totuși, de o simplitate care sugera resurse limitate. Rochia era de un gri-bej închis, fără ornamente, iar pe cap avea un mic turban în aceeași nuanță plictisitoare, înveselită doar de o abia vizibilă pană albă, prinsă într-o parte.
Fața ei nu avea nici trăsături armonioase și nici un ten frumos, dar expresia ei era dulce și amabil, iar în ochii ei mari și albaștri se citea un spirit deosebit și atrăgător. În experiența mea în materie de femei, care se întinde pe mai multe țări de pe trei continente diferite, nu am privit un chip care să ofere o promisiune mai clară a unei firi rafinate și sensibile. Nu am putut să nu observ că, în timp ce a luat scaunul pe care Sherlock Holmes i-l întinsese, buzele îi tremurau și mâinile de asemenea, iar fiecare gest arăta o agitație activă."
Mary Morstan urma să moștenească o parte din comoara din Agra, dar aceasta a fost pierdută la sfârșitul romanului. Ea a rămas totuși cu cele șase perle primite.

## Relația cu dr. Watson și moartea ei
Mary Morstan și dr. Watson au avut o relație din momentul în care ea l-a angajat pe Holmes. La finalul romanului Semnul celor patru, Watson a cerut-o în căsătorie pe Mary și ea a acceptat. Această veste l-a cam supărat pe Holmes.
"El a scos un mormăit cumplit.
- Mă temeam de asta, a spus el. Chiar nu pot să te felicit.
Am fost un pic jignit.
- Ai vreun motiv să fii nemulțumit de alegerea mea?, am întrebat.
- Deloc. Cred că ea este una dintre cele mai încântătoare tinere femei pe care le-am întâlnit vreodată și ar putea fi foarte utilă în treburi ca aceea de care ne-am ocupat. Ea are înclinații pentru așa ceva, ca dovadă modul în care a păstrat planul Agrei dintre toate celelalte documente ale tatălui ei. Dar dragostea este ceva emoțional, iar orice este emoțional se opune rațiunii reci și adevărate pe care eu o pun deasupra tuturor lucrurilor. Eu nu mă voi căsători niciodată, ca nu cumva să aduc prejudicii judecății mele." 
Cei doi s-au căsătorit în 1889.
Deși a fost "dragoste la prima vedere", căsătoria lui Mary Morstan și a dr. Watson a avut parte de unele fluctuații. În "Povestea cocoșatului" Watson iese din casă cu Holmes pentru a rezolva misterul dintr-o cameră închisă într-o noapte de vară, la câteva luni după căsătoria sa. Ea este destul de preocupată de sănătatea sa și-l trimite la țară în timpul acțiunii din "Misterul din Valea Boscombe", dar când Mary Morstan moare (circumstanțele morții ei nu sunt relatate în canonul lui Sherlock Holmes), Watson se mută înapoi cu Holmes și nu face nicio referire la această pierdere a soției sale, deși Baring-Gould speculează că el s-ar fi căsătorit după aceea din nou, ceea ce ridică întrebări cu privire la cât de apropiați erau ei de fapt sau dacă Watson este un om care își reprimă emoțiile. Este probabil că Mary Morstan a murit în perioada cuprinsă între acțiunile din povestirile "Ultima problemă" și "Casa pustie", dat fiind că în scrisoarea de adio lăsată lui Watson, Holmes îi cere vechiului său prieten să "transmită salutări doamnei Watson"; la întoarcerea lui Holmes, Watson scrie: "Aflase cumva de doliul meu trist"; și în "Constructorul din Norwood", una dintre primele aventuri de după întoarcerea lui Holmes, Watson își vânduse deja cabinetul medical și se întorsese să locuiască în apartamentul închiriat de Holmes pe strada Baker.

## Soțiile lui Watson
În "Semnul celor patru", Watson scrie că a cunoscut-o pe Mary Morstan în septembrie 1888 și s-a căsătorit cu ea câteva luni mai târziu, probabil în primăvara anului 1889. În alte două povestiri se leagă definitiv această relație de acțiunea din romanul sus-menționat; este vorba de afirmațiile lui Watson în "Misterul din Valea Boscombe" și a lui Holmes în "Funcționarul agenției de bursă". Deoarece în "Casa pustie", Watson menționează că Holmes aflase de "trista mea pierdere", se deduce că Mary Morstan trebuie să fi murit cândva în perioada aprilie 1891 - aprilie 1894, când Sherlock Holmes a fost considerat mort. 
În "Aventura soldatului alb ca varul", a cărei acțiune se petrece în 1903, Holmes a scris că "Watson mă părăsise în acea vreme pentru o nevastă". Această "soție" nu putea fi Mary Morstan, astfel că se deduce că Watson a fost căsătorit de două ori. 
Mențiunile din alte două povestiri au creat o serie de nedumeriri în rândul holmesologilor. În "Cei cinci sâmburi de portocală", a cărei acțiune se petrece în septembrie 1887, Watson afirmă că "soția mea era în vizită la mama sa". Nu este dat numele soției lui Watson, dar doctorul a cunoscut-o pe Mary Morstan în iulie 1888, iar mama acesteia murise cu multă vreme înainte. Se poate deduce că este vorba de o altă soție. Pentru a complica lucrurile, Watson menționează într-o discuție cu Holmes din aceeași povestire și acțiunea din "Semnul celor patru", deși acțiunea din roman este ulterioară aceleia din povestire. 
Situația se complică în povestirea "Scandal în Boemia", unde Watson afirmă că acțiunea a început la 20 martie 1888 și se face încă o dată referire la căsătoria doctorului. Afirmațiile din cele două povestiri duc la concluzia că Watson a avut o altă soție înainte de căsătoria cu Mary Morstan, dar nu se spune cine era aceasta și ce s-a întâmplat cu ea. 

## Interpretare în filme
Mary Morstan a fost portretizată de mai multe ori în cinematografie  și anume în:
- 1913: rol interpretat de Isobel Elsom în filmul alb-negru Sherlock Holmes Solves The Sign of the Four.
- 1932: rol interpretat de Isla Bevan în The Sign of Four, cu Arthur Wontner în rolul lui Sherlock Holmes.
- 1968: rol interpretat de Ann Bell în episodul intitulat The Sign of Four al serialului Sherlock Holmes, unde detectivul este interpretat de Peter Cushing, iar dr. Watson de Nigel Stock.
- 1974: rol interpretat de Gila Von Weitershausen în filmul german Das Zeichen der Vier.
- 1983: rol interpretat de Cherie Lunghi în The Sign of Four, cu Ian Richardson în rolul lui Sherlock Holmes.
- 1983: rol interpretat de Ekaterina Zincenko în filmul rusesc Priklyucheniya Sherloka Kholmsa i doktora Vatsona: Sokrovishcha Agry
- 1987: rol interpretat de Jenny Seagrove în episodul lung The Sign of Four al serialului Sherlock Holmes realizat de Granada Television cu Jeremy Brett în rolul lui Sherlock Holmes.
- 1991: rol interpretat de Glenn Close în The Crucifer of Blood cu Charlton Heston în rolul lui Sherlock Holmes. În această versiune, Morstan este numită "Irene St. Claire".
- 2001: rol interpretat de Sophie Lorain în The Sign of Four, cu Matt Frewer în rolul lui Sherlock Holmes și Kenneth Welsh în rolul dr. Watson. În acest film, Mary Morstan se logodește cu Thadeus Sholto și nu cu doctorul Watson.
- 2009: rol interpretat de Kelly Reilly în Sherlock Holmes, film realizat de Guy Ritchie, cu Robert Downey Jr. în rolul lui Sherlock Holmes și Jude Law în rolul dr. Watson. În acest film, Mary Morstan îi este prezentată lui Holmes de către Watson, fiind deja logodnica acestuia din urmă. Morstan nu mai are deci rolul de clientă sau de fostă clientă a detectivului. Reilly și-a reluat acest rol în filmul Sherlock Holmes: Jocul umbrelor (2011), unde ea îi ajută pe Lestrade și Mycroft să deducă codurile într-o carte mică pe care Holmes a furat-o de la Moriarty, dezvăluind detalii esențiale despre imperiul său criminal în timp ce Holmes și Watson îl urmăresc pe Moriarty.